# Drimia fasciata
Drimia fasciata ist eine Pflanzenart der Gattung Drimia in der Familie der Spargelgewächse (Asparagaceae). Das Artepitheton fasciata stammt aus dem Lateinischen und bedeutet ‚gebändert‘.

## Beschreibung
Drimia fasciata wächst mit ei- bis birnenförmigen Zwiebeln, die bis zu 4 Zentimeter lang und 3 Zentimeter im Durchmesser sind. Ihre papierigen Zwiebelschuppen sind graubraun. Basale Blattscheiden sind quergebändert. Die einzelnen Laubblätter sind fadenförmig.
Der Blütenstand erreicht eine Länge von bis zu 25 Zentimeter. Der aufrechte Blütenschaft ist bräunlich. Die lockere, bis zu 30-blütige Rispe ist bis zu 11 Zentimeter lang. Die eiförmig-dreieckigen Brakteen sind bis zu 1,5 Millimeter lang und gespornt. Die Blüten stehen an bis zu 11 Millimeter langen Blütenstielen. Die glockenförmige, hängende Blütenhülle weist eine Länge von bis zu 5,5 Millimetern auf. Ihre weißen bis blassgelben Perigonblätter sind länglich. Die Staubfäden sind frei. Die grünen bis gelblich grünen Staubbeutel sind bis zu 2,3 Millimeter lang. Der kugelförmig-eiförmige Fruchtknoten weist eine Länge von bis zu 2 Millimeter auf. Die Blütezeit ist der Frühling.

## Systematik und Verbreitung
Drimia fasciata ist in der südafrikanischen Provinz Nordkap in trockenen Savannen verbreitet.
Die Erstbeschreibung als Rhadamanthus fasciatus durch Rune Bertil Nordenstam wurde 1970 veröffentlicht. John Charles Manning und Peter Goldblatt stellten die Art im Jahr 2000 in die Gattung Drimia.

## Nachweise